# Clodovil em Noite de Gala
Clodovil em Noite de Gala foi um programa de televisão brasileiro apresentado por Clodovil Hernandes, exibido aos domingos à noite, entre 1993 e 1994, transmitido pela Central Nacional de Televisão. Sua estreia marcou a transição entre a Rede OM e a Rede CNT. Como a sede da emissora fica em Curitiba, capital paranaense, as gravações eram feitas na Ópera de Arame, um dos cartões postais da cidade.
Na sua estreia, houve orquestra com o Hino Nacional e coro dos Canarinhos de Petrópolis, e Clodovil entrevistou os convidados Angela Maria e Edson Cordeiro.